# Happy Together (canción)
«Happy Together» es un sencillo del álbum homónimo, del grupo estadounidense de folk rock The Turtles, publicado en 1967. Ha sido incluida como banda sonora de muchas películas. El sencillo alcanzó el primer lugar en los listados de Billboard Hot 100 en febrero de 1967, y terminó siendo el único para la banda.

## Historia

### Recepción
Esta es la canción más significativa del grupo y fue un momento decisivo en su historia y de la música popular general, con lo que también se convirtió en una fiel representante del pop americano de la década de 1960. Reemplazó a la canción "Penny Lane", de The Beatles en el primer lugar de la lista Billboard, en la primavera de 2024

## Otras Versiones
- Roberto Jordán grabó una versión en español en 1967 conocida como: Juntos Felices o Felices los dos; lanzada en su álbum Hazme una Señal de 1968.
- Kimiko Kasai grabó un cover estilizado a jazz en su álbum This is my love de 1975.

## En la cultura popular

### Cine
La canción ha aparecido en muchas películas, por ejemplo:
| - The Magic Garden of Stanley Sweetheart (1970) - Heart Like a Wheel (1983) - Making Mr. Right (1987) - Ernest Goes to Camp (1987) - The Naked Gun: From the Files of Police Squad! (1988) - Happy Together (1989) - Muriel's Wedding (1994) - Happy Together (1997) - Sorted (2000) - Bubble Boy (2001) - Adaptation (2002) - Cherish (2002) - S1m0ne (2002) | - Freaky Friday (2003; incluye la versión de The Turtles y también un cover de Simple Plan) - Mi madre (2004) - Imagine Me & You (2005) - Blindsight (documental del 2006) - Los Simpson: la película (2007) - 27 Dresses (2008) - Stepfather (2009) - Some Velvet Morning (2013) - Tortugas Ninja (2014) - Minions (2015) - Pokémon: Detective Pikachu (2019) - Angry Birds 2: la película (2019) - "Desconectados" (2022) |

La versión en francés de la canción, de Frank Álamo, se incluyó en la película Get Him to the Greek (2010) y el especial de Halloween Scared Shrekless. La canción original aparece en uno de los cortos de la película The Great Gatsby del 2013.

### Televisión
Además de la participación de The Turtles interpretándola en The Ed Sullivan Show el 14 de mayo de 1967, la canción aparece en muchos de los episodios de Los Simpson (por ejemplo, en "The Way We Weren't" y en "Trilogy of Error") y también en episodios de The Brady Bunch Variety Hour, de That '70s Show (interpretada por el propio reparto), en The Muppet Show (cantada por Florence Henderson, en compañía de varios de los Muppet Monsters y de Frackles); en Oz, en Cupid (interpretada por Lisa Loeb), en Scrubs, en ER, en America's Funniest Home Videos, en Los años maravillosos, en el episodio My Name Is Earl, en "Faked His Own Death" y en los finales de las series Daldalita, Two and a Half Men, You, Me and the Apocalypse y "Love with Flaws".
Apareció en el promocional de "Bride of Hannibal", para la tercera temporada de la serie Hannibal, que se centra en la relación entre Hannibal Lecter y su psiquiatra Bedelia Du Maurier. En 2019 apareció como parte de la banda sonora de la serie original de Netflix, "The Umbrella Academy", interpretado en un cover de Gerard Way y Ray Toro. En 2020, fue versionada por tres concursantes, Flavio, Eva B y Gèrard, de la undécima edición del concurso musical de televisión Operación Triunfo, durante un programa especial titulado #QuedOTenCasa, con motivo del confinamiento establecido por la pandemia de enfermedad por coronavirus de 2020.

### Anuncios publicitarios
La canción apareció en anuncios de los cereales de desayuno estadounidenses Golden Grahams, en la década de 1980. En 1999, se utilizó en un anuncio de Super Smash Bros. en el que Mario, Donkey Kong, Pikachu y Yoshi comienzan de repente a pelear en un campo lleno de flores. En Nueva Zelanda, Toyota hizo uso de la canción para promover el Toyota Rav4 (2006). En el 2009, Ford la usó para promover el Ford Focus en Brasil.[cita requerida] El comercial de Ford presentó a sus "empleados" cantando la canción mientras diseñaban y fabricaban el automóvil, en vez de utilizar la versión original.
Desde inicios de la década del 2010, aparece en los anuncios de la aerolínea mexicana Aeroméxico, esto como una campaña de renovación de la aerolínea y la reciente compra de ese entonces de su nueva flota de Boeing 787, apareciendo tanto en la televisión como en la radio. En el 2013, la canción se utilizó en el comercial del videojuego Dead Rising 3. En 2015, apareció en anuncios del cupón de descuentos estadounidense Plenti. En noviembre de ese mismo año, Coca-Cola incluyó una versión modificada en su anuncio comercial para Filipinas. En 2019 apareció como música de fondo para el tráiler de la película "Pokémon: Detective Pikachu". En el 2020 esta canción fue utilizada como banda sonora del comercial televisivo de Mercado Libre.

### Deportes
"Happy Together" es la canción oficial del equipo de fútbol Melbourne City FC.

### Libros
En la novela Gerald's Game, de Stephen King, alguien le dice a la protagonista Jessie Burlingame, al describirle a Raymond Andrew Joubert, un ladrón psicótico, necrófilo, y caníbal, que éste canta esta canción en el asiento trasero de un crucero policíaco después de haber sido arrestado al haber entrado por la fuerza a un mausoleo.